# Claus Tandefelt

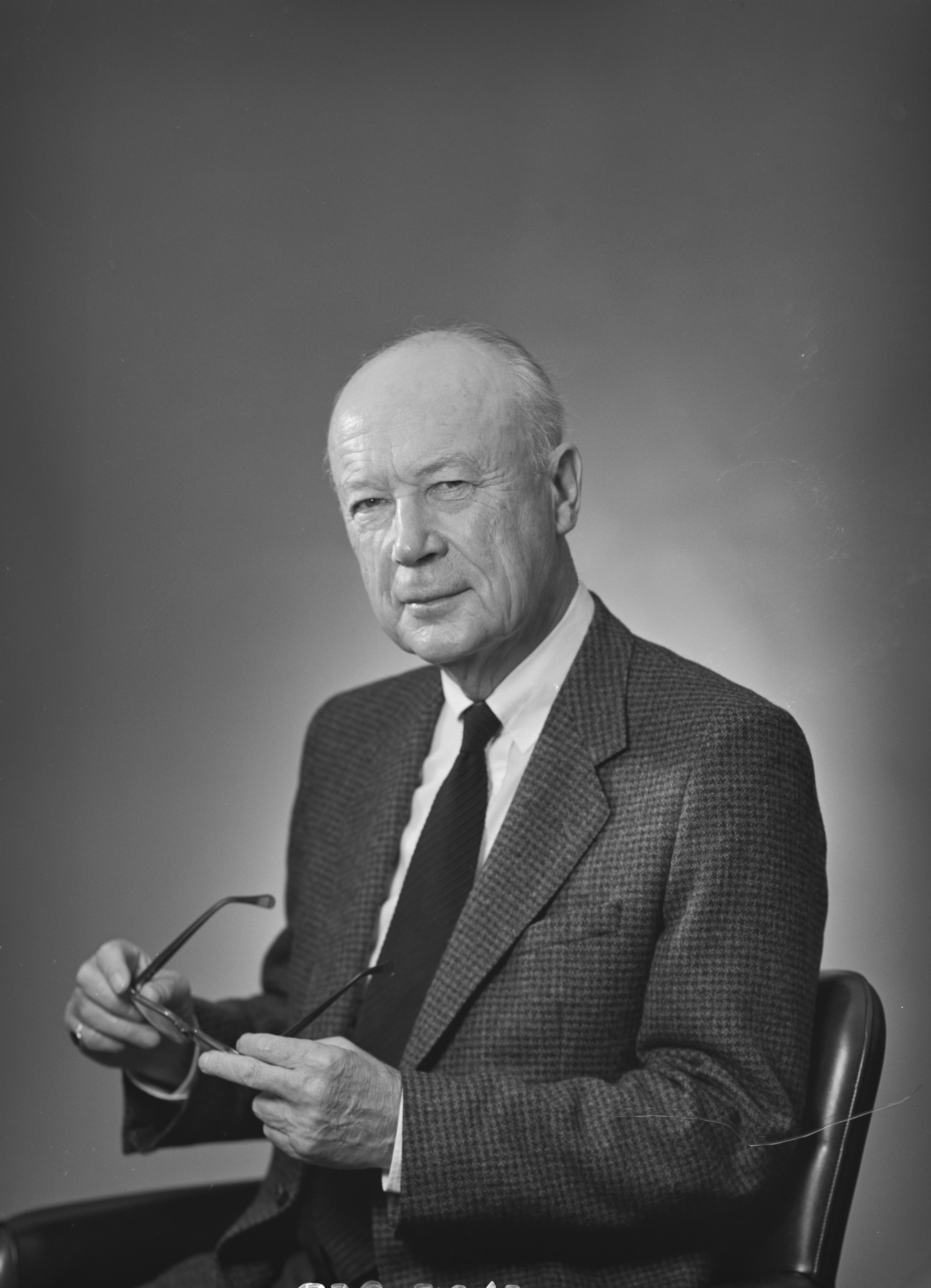
Claus Tandefelt år 1985.

Claus Henrik Jacob Tandefelt, född 5 juli 1911 i Helsingfors, död där 28 juli 1996, var en finländsk arkitekt. Han var en av de främsta modernistiska arkitekterna i Finland under efterkrigstiden. Han var far till Marika Tandefelt.
Tandefelt, som var son till museiintendenten och konstnären Heikki Tandefelt och konstkritikern Signe Ahrenberg, blev student 1930, diplomarkitekt 1937 och teknologie licentiat 1958. Han var anställd vid Petsamon Nikkeli Oy 1936–1939, Helsingfors stads byggnadskontor 1939–1940 och 1941–1944 och senare förste biträdande stadsarkitekt 1952–1957, arkitekt vid Hakon Ahlbergs arkitektbyrå i Stockholm 1948–1952, innehade egen arkitektbyrå 1946–1948 och 1957–1973 samt tillsammans med Gustaf Räihä 1974–1981. Han var speciallärare vid Tekniska högskolan i Helsingfors 1957–1960. Han var förste viceordförande i Tekniska föreningen i Finland, ordförande i styrelsen för Ab Inhemsk Ull från 1952, medlem av styrelsen och förtroenderådet vid Finlands arkitektförbund i olika repriser, medlem av Statens byggnadskommission 1957–1959 och av förstärkta Byggnadsstyrelsen 1959–1967. 
Tandefelt ritade bland annat Edesvikens, Kottby svenska och Porovikens folkskola (1955–1957), Aurora sjukhus personalbostäder (1957), om- och tillbyggnaden av Mjölbolsta sjukhus (1958), Västra Nylands kretssjukhus, behandlings- och förlossningsavdelning (1963), industri- och bostadsbyggnader för Savo Oy (1961–1962), Villa Eriksro (1965), Fastighets Ab Nåldammsvägen 4 och Henrik Borgströms väg 5 (1966). Han arbetade också med ett flertal restaureringsprojekt, bland annat Villa Hagasund och Brändö gård (1956–1957) samt Finlands riddarhus i Helsingfors. Han invaldes som ledamot av Svenska tekniska vetenskapsakademien i Finland 1961. 